# Nesselbach (Schmallenberg)
Nesselbach ist ein Ortsteil der Stadt Schmallenberg in Nordrhein-Westfalen.

## Geographie
Der Ort liegt etwa drei Kilometer nördlich von Nordenau an dem Nesselbach. Weitere benachbarte Orte sind Rehsiepen und Altastenberg.

## Geschichte
Die nach dem gleichnamig Bach benannte Siedlung wurde 1830 gegründet. Die Brüder Schauerte errichten dort zwei Häuser. Die Familie Schäpes errichtete 1850 ein weiteres Haus in Nesselbach. Das Haus der Familie Struck brannte zweimal ab. Im Jahr 1895 wohnten 18 Einwohner, nach der Eintragung des Handels- und Gewerbeadressbuches der Provinz Westfalen, in dem Ort Nesselbach.
Am 1. Januar 1975 wurde Nesselbach mit der Gemeinde Oberkirchen, zu der es bis dahin gehörte, in die Stadt Schmallenberg eingegliedert.

## Wirtschaft

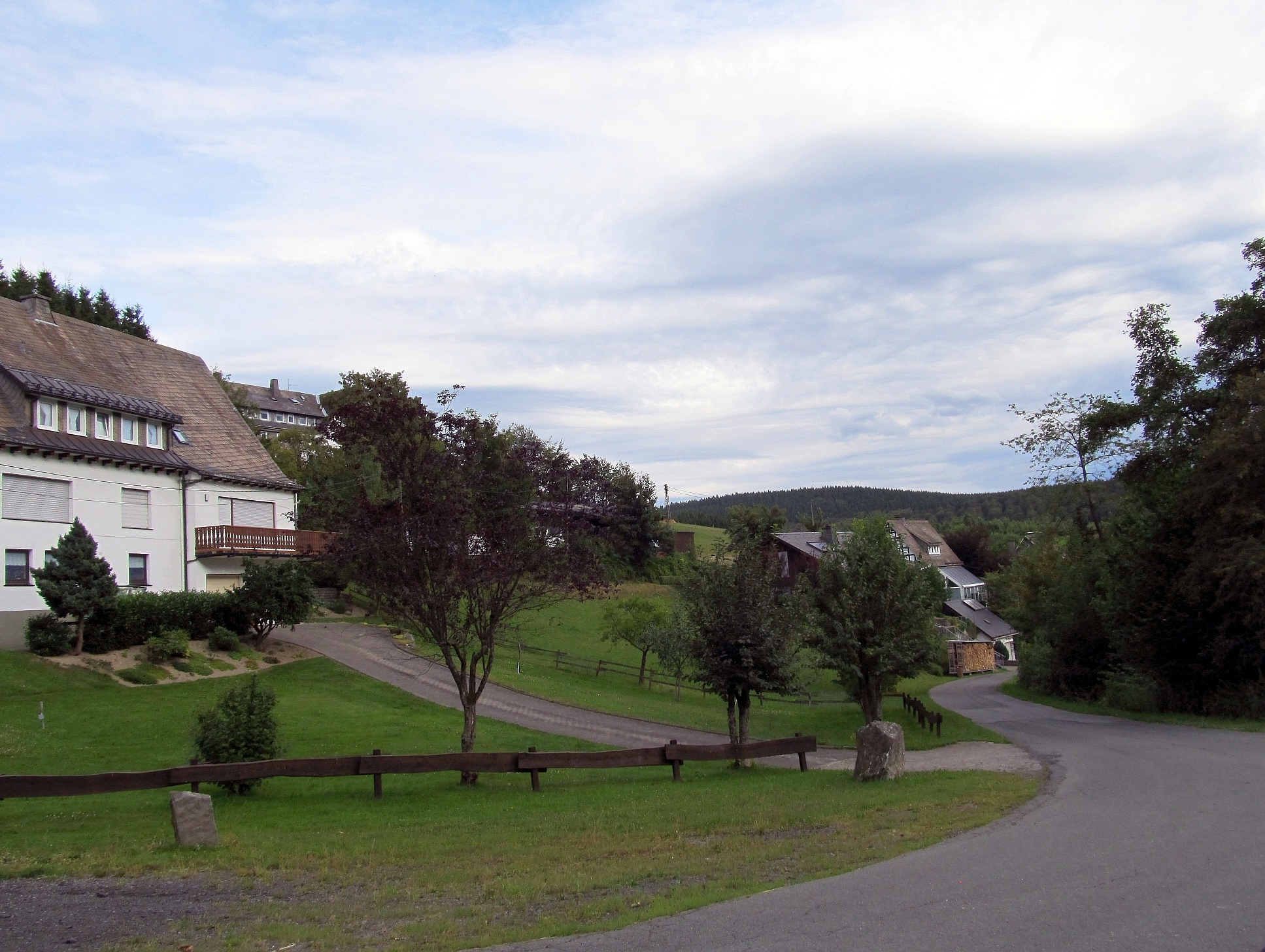
Zufahrtsstraße in Nesselbach

In Nesselbach gibt es mehrere Übernachtungs- bzw. Gastronomiebetriebe.